# VfR Fürth
Der VfR Fürth war ein Fußballverein aus der mittelfränkischen Stadt Fürth. Die Fußballabteilung spielte mehrere Jahre in der damals erstklassigen Bezirksliga Bayern des süddeutschen Fußball-Verbandes.

## Geschichte
Der Verein wurde 1904 als FC Franken Fürth gegründet, 1912 erfolgte eine Umbenennung zu FV Franken Fürth. 1922 gliederte sich der Verein an den MTV Fürth an, bereits 1924 löste sich der Verein im Zuge der reinlichen Scheidung von diesem und gründete sich als VfR Fürth neu. Zur Spielzeit 1925/26 stieg der Verein in die Bezirksliga Bayern auf, eine von damals fünf erstklassigen Fußballligen des süddeutschen Fußball-Verbandes. Am 10. Oktober 1926 erfolgte die Eröffnung des Städtisches Stadion an der Grünwalder Straße mit dem Spiel SV 1860 München gegen den VfR Fürth, welches Fürth mit 4:2 gewann. Zur Spielzeit 1927/28 wurde die Bezirksliga in zwei Gruppen aufgeteilt, Fürth spielte fortan in der Gruppe Nordbayern. In dieser Spielzeit qualifizierte sich der VfR Fürth durch einen dritten Platz für die Runde der Zweiten/Dritten innerhalb der süddeutschen Fußballendrunde, in der die Teilnehmer an der deutschen Fußballmeisterschaft ausgespielt wurden. In dieser wurde der Verein jedoch nur siebter von acht qualifizierten Mannschaften und verpasste somit die Teilnahme an der deutschen Fußballmeisterschaft 1927/28. Bis zur Spielzeit 1932/33 konnte sich der VfR Fürth in der erstklassigen Bezirksliga Nordbayern halten, blieb aber sportlich hinter dem starken Lokalkonkurrent SpVgg Fürth.
Im Zuge der Gleichschaltung wurde der süddeutsche Fußball-Verband wenige Monate nach der Machtübernahme der Nationalsozialisten im Jahre 1933 aufgelöst. Mit der Gauliga Bayern wurde für den Sportbereich Bayern eine neue oberste Fußballliga eingeführt. Trotz des Erreichens des sechsten Platzes in der Vorsaison wurde der VfR Fürth nicht für die erste Gauligasaison berücksichtigt, da mit der SpVgg Fürth bereits ein Fußballverein aus Fürth in diese Liga aufgenommen wurde. 1936 löste sich der Verein auf, als Nachfolge wurde der VfB Fürth gegründet, welcher 1939 mit der Postsportabteilung im TV 1860 Fürth zur Post-SG Fürth fusionierte. In der Spielzeit 1939/40 scheiterte der Verein in der Aufstiegsrunde zur Gauliga Bayern knapp an den Würzburger Kickers. Mit Aufteilung der Gauliga Bayern in Nord- und Südbayern gelang der Post-SG zur Saison 1942/43 der Aufstieg in diese. 1943 bildete der Verein eine Kriegsspielgemeinschaft (KSG) namens KSG Post-SG Nürnberg/Fürth, dadurch durfte die KSG trotz letzten Platzes in der Gauligasaison 1942/43 in der Gauliga Nordbayern 1943/44 antreten, in der sie den achten Platz belegte. Für die Spielzeit 1944/45 wurde die KSG zur KSG Post/Reichsbahn Nürnberg-Fürth erweitert. Zum Zeitpunkt des Saisonabbruchs belegte die KSG den siebten Platz in der Staffel Mittelfranken der Gauliga Bayern.
Nach dem Zweiten Weltkrieg wurde der VfR Fürth neu gegründet, fusionierte aber bereits am 24. November 1945 mit anderen Vereinen aus Fürth zum ASV Fürth. Der Sportplatz an der Magazinstraße wird von dem ASV Fürth weiter genutzt.

## Bekannte Spieler
- Hans Neger
- Hans Sutor